# Melissodes utahensis
Melissodes utahensis är en biart som beskrevs av Laberge 1961. Melissodes utahensis ingår i släktet Melissodes och familjen långtungebin. Inga underarter finns listade i Catalogue of Life.